# Mount Vernon, Kentucky
Mount Vernon är administrativ huvudort i Rockcastle County i Kentucky. Samhället hette ursprungligen White Rock men har hetat Mount Vernon efter George Washingtons herrgård sedan omkring 1810. Postkontoret öppnades 1811 och orten fick status som kommun år 1818. Enligt 2010 års folkräkning hade Mount Vernon 2 477 invånare.